# Luigi Cicconetti
Luigi Cicconetti (Poggio Mirteto, 15 luglio 1868 – Roma, 15 gennaio 1945) è stato un militare e politico italiano.
Fu Comandante Generale della Guardia di Finanza.